# Port lotniczy Maturín
Port lotniczy Maturín (IATA: MUN, ICAO: SVMT) – port lotniczy położony w Maturín, w stanie Monagas, w Wenezueli. 

## Linie lotnicze i połączenia

### Krajowe
| Linie lotnicze           | Połączenia                                   |
| ------------------------ | -------------------------------------------- |
| Aeropostal               | Caracas, Puerto Ordaz                        |
| Aserca Airlines          | Caracas, Porlamar (sezonowo)                 |
| Conviasa                 | Caracas, Porlamar                            |
| Venezolana               | Caracas, Porlamar, Maracaibo                 |
| Rutaca Airlines          | Caracas, Ciudad Bolivar, Porlamar            |
| Línea Turística Aereotuy | Porlamar, Campo Boral, Los Roques            |
| LASER Airlines           | Caracas, Porlamar                            |
| Yuri Air                 | Porlamar, Canaima, Isla de Coche, Pedernales |
| Serami                   | Porlamar                                     |
| Rainbow Air              | Porlamar                                     |

### Międzynarodowe
- Yuri Air (Port of Spain) [czartery]

### Cargo
Amerijet
- DHL
- Fedex Express
- Transcarga
- Conviasa cargo